# Кубасевич, Януш
Януш Богуслав Кубасевич (пол. Janusz Bogusław Kubasiewicz; 26 декабря 1938, Варшава) — польский политик времён ПНР, член Политбюро ЦК ПОРП, последний в истории партии первый секретарь Варшавского комитета ПОРП.

## Партийный аппарат
Происходил из среды варшавской интеллигенции. С подросткового возраста примыкал к молодёжным организациям правящей компартии, с 1961 состоял в ПОРП. Был активистом и функционером Союза социалистической молодёжи (ZMS), в 1968—1972 — секретарь правления ZMS (председателем ZMS в это время был Анджей Жабиньский, представитель ортодоксально-коммунистической линии). В 1969, занимая комсомольский пост, окончил факультет политологии и журналистики Варшавского университета. Януш Кубасевич причисляется к той генерации партийных функционеров, которая формировалась в условиях номенклатурного комфорта и конформизма времён позднего Гомулки и Герека.
С июля 1976 по март 1980 Януш Кубасевич — функционер организационного отдела ЦК ПОРП. 1 апреля 1980 стал первым секретарём Скерневицкого воеводского комитета ПОРП. Оставался на этом посту до 11 января 1985. На этот период пришлись конфронтация ПОРП с независимым профсоюзом Солидарность и военное положение. С мая 1985 Януш Кубасевич вновь переведён в центральный партаппарат. Был заведующим административным и социально-правовым отделами ЦК ПОРП.

## Варшавский комитет и Политбюро
14 октября 1985 Януш Кубасевич утверждён первым секретарём Варшавского комитета ПОРП. На X съезде ПОРП в июле 1986 был введён в состав ЦК. Одновременно он стал кандидатом в высший орган партийно-государственного руководство — Политбюро ЦК ПОРП. Этот карьерный подъём рассматривался как следствие кадровой политики Войцеха Ярузельского — постепенная замена старых кадров управляемыми выдвиженцами 1980-х годов. Они мало влияли на партийно-государственную политику и дисциплинированно голосовали за решения правящей «Директории», руководящее положение в которой занимали генералы Войцех Ярузельский, Чеслав Кищак и Флориан Сивицкий, партаппаратчики Казимеж Барциковский и Мечислав Раковский. Политбюро лишь утверждало решения неформальной «Директории», хотя её члены могли формально и не состоять в партийном руководстве (как генерал Михал Янишевский). При этом сам Ярузельский критически отзывался о политических талантах собственных выдвиженцев в Политбюро.
Януш Кубасевич проводил консервативный политический курс, всячески укреплял систему партийной власти в столице. Политические выступления Кубасевича выдерживались в помпезно-догматическом ключе. Он симпатизировал «партийному бетону» (своего рода «традиция Жабиньского»), был противником диалога и компромисса с «Солидарностью», не принимал Круглого стола. Однако Кубасевич никогда не вступал прямой конфликт с вышестоящим руководством. 29 июля 1989 — уже после победы «Солидарности» на альтернативных выборах — Кубасевич был кооптирован в Политбюро ЦК ПОРП.
В октябре 1989 Кубасевич вместе с первым секретарём ЦК ПОРП Раковским (Ярузельский к тому времени занял президентский пост) побывал с визитом в СССР. Кубасевич встретился с первым секретарём Московского горкома КПСС Львом Зайковым: «Обсуждались задачи, стоящие на этапе обновления социалистического общества перед коммунистами Москвы и Варшавы».

## Отставка
Пребывание Януша Кубасевича в высшем партийном руководстве оказалось весьма кратковременным. Создание 24 августа 1989 правительства Тадеуша Мазовецкого означало фактическое отстранение компартии от государственной власти. 29 января 1990 XI съезд ПОРП принял решение о самороспуске партии. Таким образом, Януш Кубасевич оказался членом Политбюро последнего состава и последним главой варшавской парторганизации. После упразднения партии Кубасевич вышел на пенсию и отошёл от политики.